# Макеев, Кирилл Сергеевич
Кири́лл Серге́евич Маке́ев (род. 18 мая 1998, Санкт-Петербург, Россия) — российский футболист, нападающий.

## Карьера
Воспитанник спортшколы «Зенит». Был одним из лидеров и капитаном юношеской команды. В составе сборной Санкт-Петербурга выступал на Мемориале Гранаткина. Также выступал за «Зенит-2». В феврале 2020 года был арендован латвийским «Даугавпилсом». В Высшей лиге дебютировал 25 июня в матче против «Тукумса» (6:0), заменив на 71-й минуте Станислава Нечипоренко. В феврале 2021 года был заявлен петербургской «Звездой» для участия в XXII турнире МРО «Северо-Запад» на призы Полпреда Президента России в СЗФО. 16 марта занесён в заявку «Звезды» для участия во Второй лиге. 3 июля 2021 года подписал контракт с «Иртышом». В 2024 году пополнил ряды «Мурома».

## Достижения
- Серебряный призёр 4-й группы Второй лиги: 2022/23